# Силезские племена
Силезские племена (польск. plemiona śląskie) — европейские племена западных славян, которые жили на территории Силезии. Территория, на которой они жили на стала частью Великой Моравии в 875, а позже, в 990 году, стала частью первого Польского государства, созданного Мешко I, а затем расширена королём Болеславом I в начале XI века.
Эти племена, как правило, рассматриваются как часть польских племен.
Однако, два племени иногда относят к чехам.
Силезские племена, совместно с полянами, мазовшанами, вислянами и поморянами считаются наиболее важными польскими племенами.
Эти пять племен «были даже более тесно связаны друг с другом общей культурой и языком, чем германские племена».

## Силезские племена
- Слензане
- Ополяне
- Бежунчане
- Бобряне
- Голенжицы
- Дедошане
- Слупяне